# Henri van Schaik
Henri Louis Marie van Schaik (Delft, 24 juli 1899 - Cavendish (Verenigde Staten), 19 augustus 1991) was een Nederlands ruiter en militair.
Van Schaik nam op de Olympische Zomerspelen in 1936 deel aan het springconcours met het Nederlands team. Samen met Jan de Bruine en Johan Greter won hij met zijn paard Santa Bell de zilveren medaille. Individueel was hij als drieëntwintigste geëindigd.
Hij was een neef van minister Josef van Schaik. Van Schaik doorliep het gymnasium en studeerde rechten en wijsbegeerte aan de Rijksuniversiteit Leiden en in Parijs en Wenen. In 1930 promoveerde hij in Leiden in de rechtsfilosofie. Van Schaik werd reserve-luitenant bij de cavalerie. Op 5 augustus 1935 huwde hij W.D. Mattison, dochter van een Amerikaanse advocaat. Aan het begin van de Tweede Wereldoorlog diende Van Schaik als ritmeester-adjudant in het 5e Regiment Huzaren. Hij was lid van het fascistische Nationaal Front en werd in februari 1942 benoemd tot gouwleider in de Gouw Zuid-Holland. Na de oorlog emigreerde hij naar de Verenigde Staten.